# Edward Wiszowaty
Edward Marian Wiszowaty (ur. 12 września 1949 w Olecku) – polski duchowny katolicki, profesor nauk teologicznych, nauczyciel akademicki Uniwersytetu Warmińsko-Mazurskiego w Olsztynie i Wyższej Szkoły Policji w Szczytnie, specjalność naukowa: teologia pastoralna.

## Życiorys
Święcenia kapłańskie przyjął 27 maja 1973. W 1990 na podstawie rozprawy pt. Perykopy wielkanocne Ewangelii Mateusza (28,1–20) we współczesnym przepowiadaniu uzyskał na Wydziale Teologii Katolickiego Uniwersytetu Lubelskiego Jana Pawła II stopień doktora nauk teologicznych. W 2004 otrzymał na Wydziale Teologicznym Uniwersytetu Opolskiego stopień doktora habilitowanego nauk teologicznych. W 2013 prezydent RP Bronisław Komorowski nadał mu tytuł profesora nauk teologicznych.
Został profesorem Uniwersytetu Warmińsko-Mazurskiego w Olsztynie na Wydziale Teologii w Katedrze Teologii Pastoralnej i Katechetyki oraz w Wyższej Szkole Policji w Szczytnie na Wydziale Bezpieczeństwa i Nauk Prawnych w Instytucie Nauk Prawnych.